# 紀元前35年
紀元前35年（きげんぜん35ねん）。

## 他の紀年法
- 干支 : 丙戌
- 日本
  - 崇神天皇63年
  - 皇紀626年
- 中国
  - 前漢 : 建昭4年
- 朝鮮
  - 高句麗 : 東明聖王3年
  - 新羅 : 赫居世23年
  - 檀紀2299年
- 仏滅紀元 : 509年
- ユダヤ暦 : 3726年 - 3727年

## できごと

### ローマ
- イリュリアがローマ帝国の州になった。
- シサクを征服したアウグストゥスがパンノニアを攻撃したが、パンノニアは征服されなかった。

## 死去
- セクストゥス・ポンペイウス、共和政ローマ末期の軍人（* 紀元前67年）
- アリストブロス3世、聖職者（* 紀元前53年）